# Masako
Masako ist ein japanischer weiblicher Vorname.

## Herkunft und Bedeutung des Namens
Da japanische Namen auch in Kanji geschrieben werden, ist die Bedeutung des Namens äußerst vielseitig und kann sich je nach Schreibweise völlig verändern.

## Bekannte Namensträgerinnen
des Vornamens Masako und seiner Varianten
historisch
- Kaiserin Masako (雅子皇太子妃殿下) (* 1963), Kaiserin von Japan
- Hōjō Masako (北条 政子) (1157–1225), Regentin aus dem Clan der Hōjō und Mutter von Minamoto no Yoriie
- Prinzessin Tokugawa Masako aus dem Clan der Tokugawa, Frau von Kaiser Go-Mizunoo

Im 20. Jahrhundert geboren
- Masako Chiba (* 1976), Langstreckenläuferin
- Masako Hozumi (* 1986), japanische Eisschnellläuferin
- Masako Ishida (* 1980), japanische Skilangläuferin
- Masako Mori (Sängerin) (* 1958), japanische Sängerin und Schauspielerin
- Masako Mori (Politikerin) (* 1964), japanische Politikerin (LDP)
- Masako Nozawa (* 1936), Schauspielerin und Synchronsprecherin
- Masako Seki (* um 1943), japanische Tischtennisspielerin
- Masako Togawa (1931–2016), Krimi-Autorin